# Холонга
Холонга (тонг. Holonga), также Туту’ангакава (тонг. Tutuʻangakava), — деревня в районе Хахаке округа Вавау в королевстве Тонга.

## География
Деревня находится между Малапо и Алакифонуа, к югу от лагуны Фанга’ута и к северу от дороги Тауфа’ахау.
Климат жаркий тропический. Обдувается постоянными ветрами, иногда циклонами.

## Населения
На 2016 год, в деревне жили 488 человек.
| Год  | Численность | Численность |
| ---- | ----------- | ----------- |
| 2006 | 543         |             |
| 2016 | 488         |             |

## История
По легенде, деревню основали выходцы из Пеа, бежавшие после проигрыша в битве против жителей Нукуалофа. Те, кто бежали быстрее, основали деревню Малапо. Другие также поселились в Ваини и Муа. Часть бежавших выдохлась и спряталась в зарослях кустов, на месте которых была основана деревня Холонга. Отсюда и народное толкование названия поселения: holo спастить и nga плакать.